# میکائیل تمروسکی
میکائیل تمروسکی ( با نام هنری Quinn XCII ) خواننده و ترانه‌سرای امریکایی است.